# (32201) 2000 OZ2
2000 أو زد 2 (ويعرف أيضًا باسم (32201) 2000 أو زد 2 وفق تسمية الكوكب الصغير) (بالإنجليزية: 2000 OZ2)‏ هو كويكب ضمن حزام الكويكبات؛ وترتيبه 32201 من حيث الاكتشاف.
اكتُشف هذا الجُرم الفلكي بواسطة جون بروفتون في 29 يوليو 2000.

## وصلات خارجية
- (32201) 2000 OZ2 في قاعدة بيانات مختبر الدفع النفاث لأجرام النظام الشمسي الصغيرة

- الاكتشاف · مخطط المدار ·  العناصر المدارية · المعلمات المادية

- (32201) 2000 OZ2 على موقع ويكي سكاي: DSS2, SDSS, GALEX, IRAS, Hydrogen α, X-Ray, Astrophoto, Sky Map, Articles and images